# 라르나카구

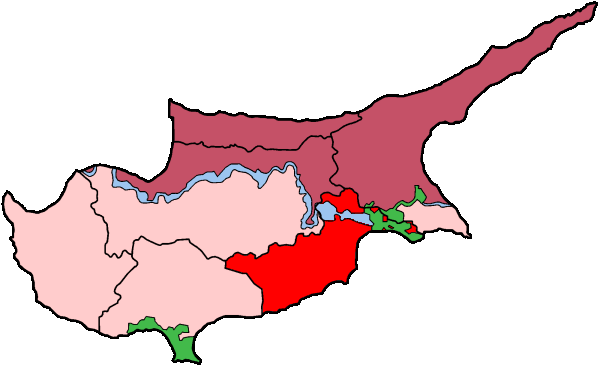
라르나카구

라르나카구(그리스어: Επαρχία Λάρνακας, 튀르키예어: Larnaka Bölgesi)는 키프로스를 구성하는 6개 구 가운데 하나로 행정 중심지는 라르나카이다. 구 대부분은 키프로스의 실질적인 지배 상태에 있으며 구 북부 가운데 일부는 1974년 터키의 키프로스 침공 이후부터 북키프로스의 실질적인 지배 상태에 있다. 키프로스에서 가장 큰 국제공항인 라르나카 국제공항이 들어서 있다.